# Arszuki
Arszuki – wieś na Ukrainie, w obwodzie czernihowskim, w rejonie nowogrodzkim.